# Reinhold Urban
Reinhold Urban (* 1880 in Schweidnitz; † 1917 in Galizien) war ein im schlesischen Striegau ansässiger protestantischer, in der Heiligungsbewegung verwurzelter Missionar, Autor, Verleger und Versandbuchhändler mit Schwerpunkt Schriften zur Mission, besonders zur Missionstätigkeit von christianisierten Slawen, Polen und Roma.

## Familie und Elternhaus
Reinhold Urban gehörte zu einer in der Heiligungsbewegung und Mission aktiven Familie. Er war einer von vier Söhnen Rektor Urbans. Reinhold Urban bezeichnete sich 1905 als Missionssekretär.
Für seinen Bruder, den Prediger Martin Urban (1876–1949) lassen sich sowohl Bezüge zur Heiligungsbewegung als auch zur Gemeinschaftsbewegung (Gnadau) belegen. Martin Urban gehörte dem ersten regionalen Bruderrat der Gemeinschaftsbewegung an und war Vorsitzender des 1903 gegründeten Missionsbundes Süd-Ost-Europa (MSOE). Die Missionsarbeit von Reinhold Urban war einer der entscheidenden Impulse für die Gründung der MSOE.
Sein Bruder Theodor Urban (1874–1939) wurde später der Verleger des von Reinhold gegründeten Verlages. Auch der Bruder Johannes Urban (1873–1914) war für die MSOE tätig und ab 1909 Anhänger der Pfingstbewegung.

## Autor, Verleger und Verlag

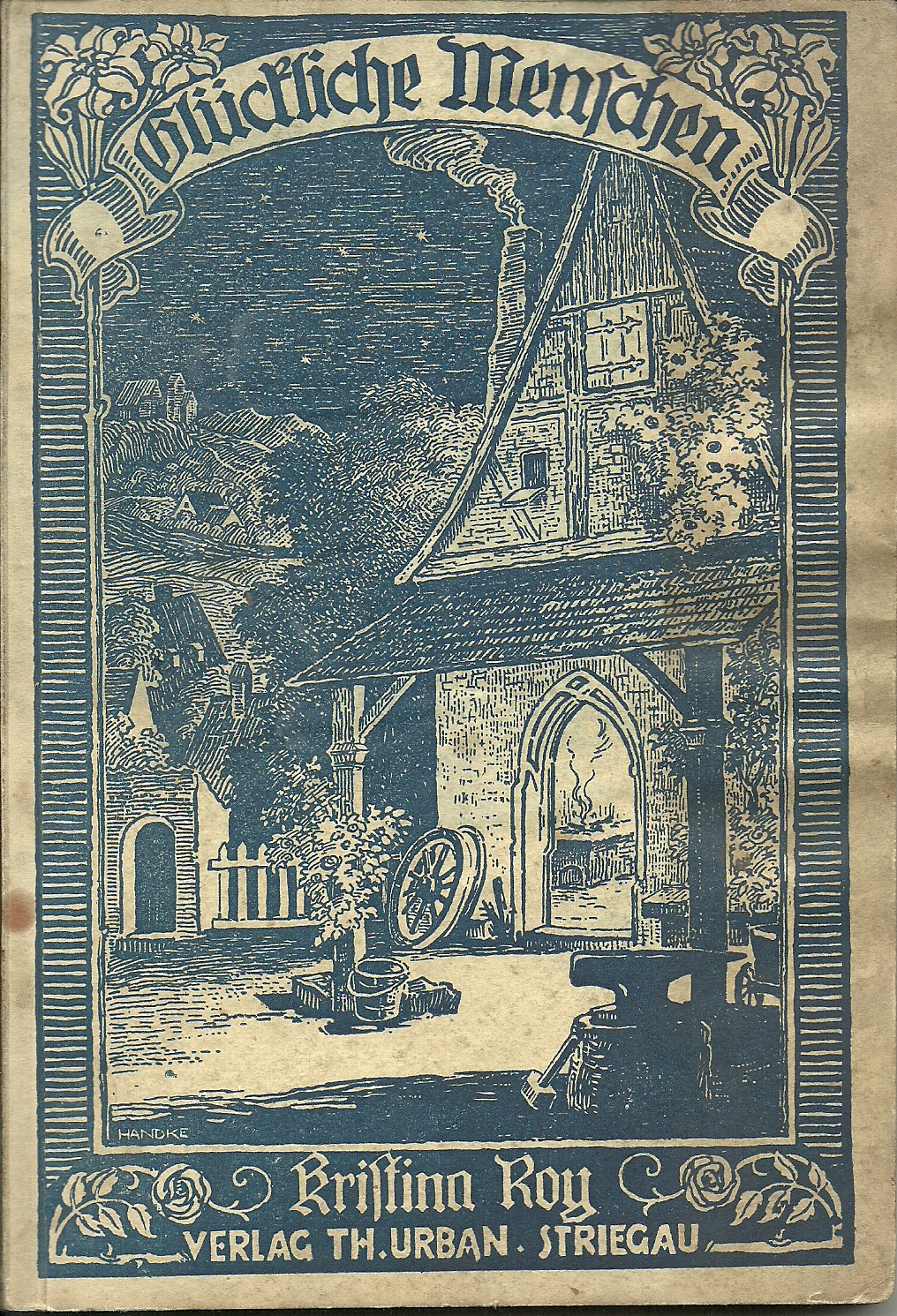
Kristina Roy: „Glückliche Menschen“ (Ausgabe von 1933)

Reinhold Urban gründete seinen Verlag am 1. September 1900 in Striegau/Schlesien, 1901 wurde sein Bruder Theodor Teilhaber des Verlages, dies ermöglichte Reinhold Urban Missionstätigkeit, die wiederum dem Verlag zugutekam.
1907 folgte die Gründung einer evangelischen Buchhandlung im ungarischen Eperjes.
Der Erwerb des in Anklam ansässigen Verlages A. Schmidt, erweiterte das Verlagssortiment um Autoren wie Frédéric Bettex, Arthur Tappan Pierson, Frederick Brotherton Meyer und Kristina Roy.
Es finden sich verschiedene Bezeichnungen des Verlages: Huss-Verlag, Reinhold Urban Verlag, Urban Verlag oder Theodor Urban Verlag. Der Verlag war einer der größten der Heiligungsbewegung. Die Traktate und Zeitschriften des Verlages wirkten weit über evangelikale Kreise hinaus.
Buchthemen, Zeitschriften und Autoren besitzen ein dezidiert christliches Profil. Verlegt wurde von dem Gründer des Deutschen Hilfsbundes für christliches Liebeswerk im Orient, Ernst Lohmann: Im Kloster zu Sis. Ein Beitrag zu der Geschichte der Beziehungen zwischen dem Deutschen Reiche und Armenien im Mittelalter (1901?). 1903 erschien in polnischer Übersetzung Die stille Hanne und andere Geschichten, der in der Erweckungsbewegung verwurzelten Margarete von Oertzen. 1908 erreichte Deutsche Glaubenslieder nach bekannten Melodien der christlichen Autorin und Musikerin Caroline Rhiem, Tochter von Theodor Rhiem die vierte Auflage. Verlegt wurden auch kreationistische Schriften zu „Evolution und moderne Weltanschauung“ (1921) oder „Materialismus“ (1921) eines der bekannten Gegner der Evolutionstheorie Frédéric Bettex. Diese Bücher erschienen nach dem Tod von Reinhold Urban und Bettex, Betex hatte aber schon unter Leitung von Reinhold Urban im Verlag veröffentlicht, so etwa Aus Israels Geschichte (1908) oder Salomo (1910). Auch die ebenfalls zur Erweckungsbewegung gehörende slowakische Schriftstellerin Kristina Roy publizierte hier, etwa Saul von Tarsus (1913), Hausiererkinder und andere Erzählungen (1926) oder Glückliche Menschen (1933 8. Auflage). 1913 erschien vom Lehrer Paul Bänsch Über die sexuelle Frage: Ein offenes Wort an junge Männer. Bänsch blieb dieser Fragestellung auch in der Weimarer Zeit verbunden.
Neben Roma (siehe unten) publizierte R. Urban auch zu Wenden in der Lausitz. Hier beklagt er 1905 als Christ die alldeutsche preußische Politik, die zu einer mehr oder wenig gewaltsamen Unterdrückung der sorbischen Minderheit durch Regierung und die breiten Massen führe.
Die polnische Ausgabe der Evangilisationszeitschrift „Für alle“ erschien im Verlag. Zusammen mit andern Schriften auf Polnisch wurde bis 1914 eine Gesamtauflage von 400.000 Exemplaren erreicht. Dies war ein bedeutender Beitrag zur Pflege des evangelischen Leben dort. R. Urban wurde 1911 dafür mit einem Ehrendiplom der Schlesischen Gewerbe- und Industrieausstellung ausgezeichnet. Die Zeitschrift Vertrauliche Mitteilungen der MSOE erschien ebenfalls im Verlag.
Die Reichsharfe, Liederbuch für Gemeinschafts- und Evangelisationsversammlungen, Missions- und Bibelstunden, Jünglings- und Jungfrauenvereine, Sonntagsschulen und häuslichen Gebrauch, herausgegeben vom Christlichen Gemeinschaftsbund für Schlesien, erschienen bei Urban und erreichte eine Auflage von 100.000 Exemplaren.
Nach dem Tod von R. Urban führte Theodor Urban den Verlag bis 1938 alleine weiter. 1938 übernahm Josef Karasek. Der Verlag unterlag antichristlicher Repression des Nationalsozialismus und wurde zuerst durch Papierverknappung behindert, letztlich verboten. Bei der Besetzung Striegaus durch die Rote Armee gingen erhaltene Lagerbestände verloren. Nach dem Zweiten Weltkrieg siedelte der Verlag unter Josef Karasek nach Neukirchen im Kreis Moers um.

### Schriften zu Roma und die „Hefte zur Zigeunerkunde“

Titelblatt von Engelbert Wittich: Blicke in das Leben der Zigeuner

Die Beschäftigung Reinhold Urbans mit Roma und deren Missionierung lässt sich ausweislich der Erscheinungsjahre seiner Veröffentlichungen kleinerer Schriften auf spätestens 1905 datieren. In zeitgenössischen Zeitschriften, auch wissenschaftlichen Fachzeitschriften, wurden die Publikationen wahrgenommen. 1906 erschien Die Zigeuner und das Evangelium, auf das im gleichen Jahr in der Zeitschrift Heimgarten sowie in der Zeitschrift der Deutschen Morgenländischen Gesellschaft, 1908 in Glauben und Wissen: Blätter zur Verteidigung und Vertiefung der christlichen Weltanschauung oder 1911 in der Evangelischen Kirchen-Zeitung hingewiesen wird. Mindestens eine Nachauflage existiert.
1907 schenkte Urban der Deutschen Morgenländischen Gesellschaft sein Wörterverzeichnis der Zigeunersprache im westungarischen Dialekt (Eisenburger Comitat) aufgezeichnet nach Angaben des Zigeuner Anton Horvát aus Raks (1905), die Gesellschaft berichtet darüber in ihrer Zeitschrift. 1909 sind die Bemühungen R. Urbans um „Zigeunermission“ der British and Foreign Bible Society eine positive Erwähnung wert.
1911 begann er mit der Herausgabe einer Heftreihe zur „Zigeunerkunde“, zwei Hefte befassen sich mit der Sprache, ein Heft aus der Feder Urbans behandelt die Herkunft, ein weiteres die Sprache. Enthalten ist auch ein Band mit der Schilderung des zeitgenössischen, wandernden „Zigeunerleben“, das Erstlingswerk des jenischen Engelbert Wittich, den Reinhold Urban fälschlich als „Zigeuner“ vorstellte. Heinrich Bourgeois steuerte eine Grammatik des Romanes bei, inklusive Lernhilfe. Die letzten beiden Bände stammen von der Berliner Zigeunermissionarin Frieda Plinzner, die mit Heft sechs, der Erzählung Zinna und Kurli, ihr erstes Kinderbuch, eine Erweckungsgeschichte vorlegte.
1. Reinhold Urban: Die Sprache der Zigeuner in Deutschland. 1911
2. Engelbert Wittich: Blicke in das Leben der Zigeuner. Von einem Zigeuner (E. Wittich). 1911
3. Heinrich Bourgeois: Kurze praktische Grammatik der mitteleuropäisch-zigeunerischen Sprache. Nebst einer kleinen Chrestomathie. 1911
4. Reinhold Urban: Die Herkunft der Zigeuner. 1912
5. Frieda Plinzner: Bilder aus dem Leben Berliner Zigeunerkinder 1912 „Vorwort für die Zigeunerforscher“ von R. Urban 1912
6. Frieda Plinzner: Zinna und Kurli. Eine Zigeunergeschichte. Nachwort von Ernst Lohmann 1912

Eric Otto Winstedt schrieb im April 1912 für das Journal of the Gypsy Lore Society eine umfangreiche lobende Sammelrezension der ersten fünf Bände der Heftreihe. Die Zeitschrift für Ethnologie vermerkte den Eingang von Heft 5, rezensierte es aber nicht. Die Zeitschrift Neuphilologische Mitteilungen vermerkt das Erscheinen von Heft 3.
Urban unternimmt in Die Herkunft der Zigeuner den Versuch, mit der Bibel den Beweis anzutreten, dass der Ursprung der Roma in Ägypten liegt. Eine Herkunft aus Indien über die Zwischenstation Ägypten/Kleinasien nach Mitteleuropa findet sich zwar auch in modernen Darstellungen, allerdings liegt diese außerhalb des Zeitrahmen der biblischen Überlieferung und ist nach wie vor weitgehend spekulativ. Gottlieb Grellmann, der eines der bedeutendsten Frühwerke der Tsigannologie schrieb, hatte schon 1783 ältere Argumente und Hinweise zu einer „Aegyptischen Abkunft der Zigeuner“ gesammelt und weist darauf hin, dass diese Idee so alt sei wie die Ankunft der Roma in Europa. In dem Buch geht Urban auch der Fragestellung nach, ob Roma den Juden näher stünden als den Ariern.
1911 verlegte Urban Die Leidensgeschichte unseres Herrn Jesu Christi in der Sprache der deutschen Zigeuner (Paramisa-Amare Raiester Jezu Christi Duk te meripen). Die Übersetzung stammt überwiegend von dem Sprachwissenschaftler Franz Nikolaus Finck, der während der Arbeit verstarb. Den Text vollendete Bernard Gilliat-Smith. Urban steuerte ein Vorwort bei. 1912 erschien O Evangelio Jezus Kristusester pala Markus. Die Übersetzung unter Anleitung von Urban stammt von Engelbert Wittich. Der Druck erfolgte durch die British and Foreign Bible Society in Berlin. Diese beiden Schriften sind die ersten gedruckten Schriften auf Romanes. 1912 versuchte er, die Zeitschrift „Der Zigeunerfreund“ zu etablieren. In der Geschichtsschreibung der Tsiganologie findet Urban mehrfach Erwähnung, etwa bei Martin Block.
Reinhold Urban strebte eine Missionsarbeit bei Roma an, die kulturelle Besonderheiten achtete, seine Arbeiten zur Sprache und sein völkerkundliches Interesse waren ein Teil davon.

### Buchhändler in Chemnitz (ab 1913)
Ab 1913 übernahm er die Leitung der Gemeinschaftsbuchhandlung Sachen in Chemnitz. 1913 gründete in Chemnitz die Stadtmission eine Evangelische Buchhandlung 1914 wurde Reinhold Urban zum Kriegsdienst eingezogen.

## Schriften

### Autor
- Die Wenden. 1905[35]
- Der Weg zum Frieden. 1905
- Die Zigeuner und das Evangelium. 1906
- Wörterverzeichnis der Zigeunersprache im westungarischen Dialekt (Eisenburger Comitat) aufgezeichnet nach Angaben des Zigeuners Anton Horvät aus Raks von Reinhold Urhan in Graz 1905. (Geschenkt von Herrn Missionssekretär Reinhold Urban.)[36]
- Das Reich Gottes unter den Polen. Striegau Urban 1907
- Ein Glaubensheld im Ungarland: das Leben und Wirken des Oberschützener Pfarrers Gottlieb August Wimmer. Verlag: Neumünster : Ihloff, [1909] mit Texten von Gottlieb August Wimmer?
- Das Evangelium bei den Slavenvölkern. 1914.
- Vorwort zu: Franz Nikolaus Finck und Bernard Gilliat-Smith: Paramisa-Amare Raiester Jezu Christi Duk te meripen. Die Leidensgeschichte unseres Herrn Jesu Christi in der Sprache der deutschen Zigeuner. Striegau, 1911. (Finck verstarb während der Übersetzungsarbeit, der Text wurde von Smith vollendet.)[37]
- Heldentum im Felde und in der Heimat. 1915 in Striegau durch den Verlag Th. Urban 1915, 11.–20. Tsd.

### Mitautor
- O Evangelio Jezus Kristusester pala Markus. Übersetzt von Engelbert Wittich, Reinhold Urban Verlag Angliko ta Vaver-themeskero Bibliomalapen, 1912 Länge 60 Seiten